# Robbert Bipat
Robbert Bipat (13 februari 1969) is een Surinaams wetenschapper en bestuurder. Hij is fysioloog en sinds 2022 hoogleraar aan de Anton de Kom Universiteit van Suriname (AdeKUS). Hij is voorzitter van de Surinaamse Islamitische Vereniging en van de Interreligieuze Raad in Suriname (IRIS).

## Biografie
Robbert Bipat groeide op in Paranam in Para en het ressort Flora in Paramaribo. Vanaf 1987 studeerde hij geneeskunde aan de AdeKUS. Ondertussen was hij sinds 1990 assistent en sinds 1994 gastdocent fysiologie op de universiteit. In 1997 studeerde hij af als arts. In januari 2004 behaalde hij zijn doctorsgraad aan de Universiteit van Hasselt in België. Hij doceert sindsdien aan de AdeKUS en trad in 2015 aan in het bestuur van de Medische Faculteit. Van 2017 tot 2021 was hij decaan en op 12 januari 2022 werd hij geïnaugureerd als hoogleraar. Ook is hij voorzitter (geweest) van het Toezichthoudend Orgaan (THO).
Hij is sinds 2010 voorzitter van Surinaamse Islamitische Vereniging (SIV). In deze hoedanigheid zit hij ook de organisatie voor van de acht-jaarlijkse internationale conventie. Rond 2021 was hij fungerend secretaris van de Interreligieuze Raad in Suriname (IRIS) en medio 2022 werd hij daar gekozen tot voorzitter.
Robbert Bipat is een pleitbezorger van vrede als vertaling van islam. In 2014 legde hij deze betekenis uit aan het Dagblad Suriname en voegde eraan toe dat de terreurorganisatie Islamitische Staat (ISIS) in strijd handelt met de grondbeginselen van zijn religie. Voor de verkiezingen van 2015 deed hij namens de SIV een oproep aan de deelnemende partijen om haatzaaiende en beledigende taal door hun aanhangers te voorkomen. In 2017 nam hij deel aan een adviescommissie die rooms-katholiek bisschop Karel Choennie op verzoek van president Desi Bouterse formeerde om "te helpen bouwen aan een vreedzamer Suriname, na het 8 decemberstrafproces." Samen met andere kerk- en moskeeleiders deed hij verschillende oproepen in de media, zoals tijdens de Srefidensi Dey in 2022 om te komen tot integrale menselijke ontwikkeling, in december 2023 voor het intrekken van de Surinaamse ratificatie van de Overeenkomst van Samoa om religieuze waarden te beschermen en in februari 2024 om geen onrust te veroorzaken om zo vervroegde parlementsverkiezingen te forceren.